# Maria Antònia Freixes i Jover
Maria Antònia Freixes i Jover (Barcelona, 1915 - Naucalpan, Mèxic, 2006) va ser una administrativa i bibliotecària catalana. Perit i professora mercantil, el 1936 va entrar a treballar a la Conselleria de Cultura de la Generalitat de Catalunya on va arribar a ser secretària del conseller Antoni Maria Sbert: primer a Cultura i després a Governació. El 1939 es va exiliar a París on va seguir treballant amb Sbert de secretària de la Fundació Ramon Llull i a la Revista de Catalunya. Quan els nazis estaven a punt d'entrar a la capital francesa va fugir -en companyia de Mercè Rodoreda, Armand Obiols i el mateix Sbert- a Vichèi on va treballar a l'ambaixada de Mèxic fins que el 1942 va marxar precisament a aquest país on va fer de bibliotecària. Durant l'estada a l'exili va ser sòcia de l'Orfeó Català de Mèxic i militant d'Esquerra Republicana.